# Кладоспорий кладоспориевидный
Кладоспо́рий кладоспориеви́дный (лат. Cladospórium cladosporioídes) — вид несовершенных грибов (телеоморфная стадия неизвестна), относящийся к роду Кладоспорий (Cladosporium) класса Дотидеомицеты (Dothideomycetes).

## Описание
Колонии на картофельно-декстрозном агаре (PDA) серо-оливковые до тускло-зелёных. Реверс серо-стальной, свинцово-серый до оливково-чёрного. Воздушный мицелий чаще необильный, обильный экссудат обычно не выделяется.
На агаре с солодовым экстрактом (MEA) колонии оливково-серые до оливковых, светло-оливково-серые до беловатых при обилии воздушного мицелия. Воздушный мицелий обычно немногочисленный, редко обильный, обильный экссудат не выделяется. Реверс оливково-чёрный до серо-стального.
На овсяном агаре (OA) колонии серо-оливковые, с оливково-серым или свинцово-серым реверсом, с рыхлым до обильного воздушным мицелием.
Мицелий колоний 2—4 мкм толщиной, преимущественно субстратный, почти гиалиновый до коричневатого, иногда гифы мелкобородавчатые или шероховатые. Макронематные конидиеносцы прямостоячие, прямые или несколько извилистые, обычно неразветвлённые, 40—300 мкм длиной, иногда мелкобородавчатые ближе к основанию, различной интенсивности коричневого цвета. Конидиогенные клетки не узловатые, 16—38 мкм длиной. Микронематные конидиеносцы редки, более бледные, неразветвлённые, 9—150 мкм длиной. Конидии в длинных разветвлённых цепочках (верхушечная неразветвлённая часть которых состоит из не более 10 конидий). Конечные конидии обратнояйцевидные до почти шаровидных, 3—6 × 2—2,5 мкм, срединные конидии лимоновидные, эллипсоидально-яйцевидные, иногда до почти цилиндрических, 5—12 × 2,5—3 мкм, без септ. Окраска конидий светло-коричневая до светло-оливково-коричневой, поверхность гладкая.

## Экология и значение
Широко распространённый вид, встречающийся практически повсеместно. Растительный сапротроф, также обитатель филлопланы; выделяется из воздуха, с пищевых продуктов и влажных строительных материалов, из почвы, с прочих материалов.

## Таксономия
Cladosporium cladosporioides (Fresen.) G.A.de Vries, Contr. Knowl. Genus Cladosporium 57 (1952). — Penicillium cladosporioides Fresen., Beitr. Mykol. 1: 22 (1850).

### Синонимы
- Cladosporium herbarum f. camelliae-japonicae Bubák, 1901, nom. nud.
- Cladosporium herbarum f. hormodendroides Ferraris, 1912, nom. superfl.
- Hormodendrum cladosporioides (Fresen.) Sacc., 1880
- Monilia humicola Oudem., 1902
- Penicillium cladosporioides Fresen., 1850